# Howling (矢井田瞳のシングル)
「Howling」（ハウリング）は、矢井田瞳がインディーズで発売したシングル。2000年5月3日に青空レコードよりリリース。

## 解説
関西限定で発売されたシングル作品で、オリコンウィークリーシングルチャートで50位を記録。本作と同年の7月、「B'coz I Love You」でメジャーデビュー。また、今作は後に全国で発売された。カップリング曲である「I like」は、アルバム「daiya-monde」に収録されている「I like (U.K.mix)」とはアレンジ・歌詞・歌い方が異なる箇所がある。

## 収録曲
| 全作詞・作曲: ヤイコ／編曲：Diamond Head。 |                 |                            |                            |
| #                                          | タイトル        | 作詞                       | 作曲・編曲                 |
| 1.                                         | 「How?」        | ヤイコ／編曲：Diamond Head | ヤイコ／編曲：Diamond Head |
| 2.                                         | 「I like」      | ヤイコ／編曲：Diamond Head | ヤイコ／編曲：Diamond Head |
| 3.                                         | 「We'll be...」 | ヤイコ／編曲：Diamond Head | ヤイコ／編曲：Diamond Head |
| 合計時間:                                  | 合計時間:       | 12:00                      |                            |

## 収録アルバム
- daiya-monde (#1,2、2曲ともU.K.mix)
- Single collection (#1)
- Yaiko's selection (#3)
- THE BEST OF HITOMI YAIDA (#1)

| Aメロ1・Bメロ1 | Aメロ1・Bメロ1 | → | サビ1 | サビ1      | → | Aメロ2・Bメロ2 | Aメロ2・Bメロ2 | → | サビ2 | サビ2      |
|                | ニ長調 (D)     | → |       | ト長調 (G) | → |                | ニ長調 (D)     | → |       | ト長調 (G) |

| Cメロ | Cメロ          | → | Aメロ3 | Aメロ3     | → | 大サビ | 大サビ     |
|       | 嬰ハ短調 (C♯m) | → |        | ニ長調 (D) | → |        | ト長調 (G) |